# Reżyseria dźwięku
Reżyseria dźwięku, realizacja dźwięku (dawniej realizacja akustyczna) – proces projektowania i tworzenia nagrań dźwiękowych oraz oprawy dźwiękowej widowisk i słuchowisk, uwzględniający opracowanie koncepcji artystycznej dzieła oraz dobór środków technicznych. Sztuka reżyserii dźwięku jest przedmiotem nauczana w niektórych uczelniach muzycznych (m.in. Wydział Reżyserii Dźwięku Uniwersytetu Muzycznego Fryderyka Chopina, Akademia Muzyczna im. Feliksa Nowowiejskiego w Bydgoszczy i Akademia Muzyczna im. Krzysztofa Pendereckiego w Krakowie) oraz innych (m.in. Uniwersytet im. Adama Mickiewicza w Poznaniu).
Reżyseria dźwięku ma zastosowanie muzyczne (np. koncerty, nagrania studyjne utworów muzycznych) i niemuzyczne (np. obsługa dźwiękowa wydarzeń publicznych). Jej celem jest odpowiednie (tj. zgodne z zamierzeniami artystycznymi twórców) nagranie i przekazanie muzyki (dźwięków instrumentów muzycznych i głosu śpiewaków) słuchaczom, pomimo realnej niemożności odtworzenia warunków rzeczywistych za pośrednictwem urządzeń elektroakustycznych (m.in. mikrofonów, stołów mikserskich, wzmacniaczy, głośników). W nagraniach studyjnych, reżyseria dźwięku obejmuje również dobór odpowiedniego studia nagraniowego, ustalenie koncepcji nagrania oraz kontrolę zgodności wykonania z partyturą.